# Соснова алея (Майорщина)
Сосно́ва але́я — ботанічна пам'ятка природи місцевого значення, що розташована на території допоміжної школи-інтернату села Майорщина Гребінківського району Полтавської області.
Площа - 0,5 га. Пам'ятка природи створена згідно з рішенням Полтавської обласної ради від 27 жовтня 1994 року.
Охороняється алея із близько 100 вікових дерев сосни звичайної віком біля 200 років.

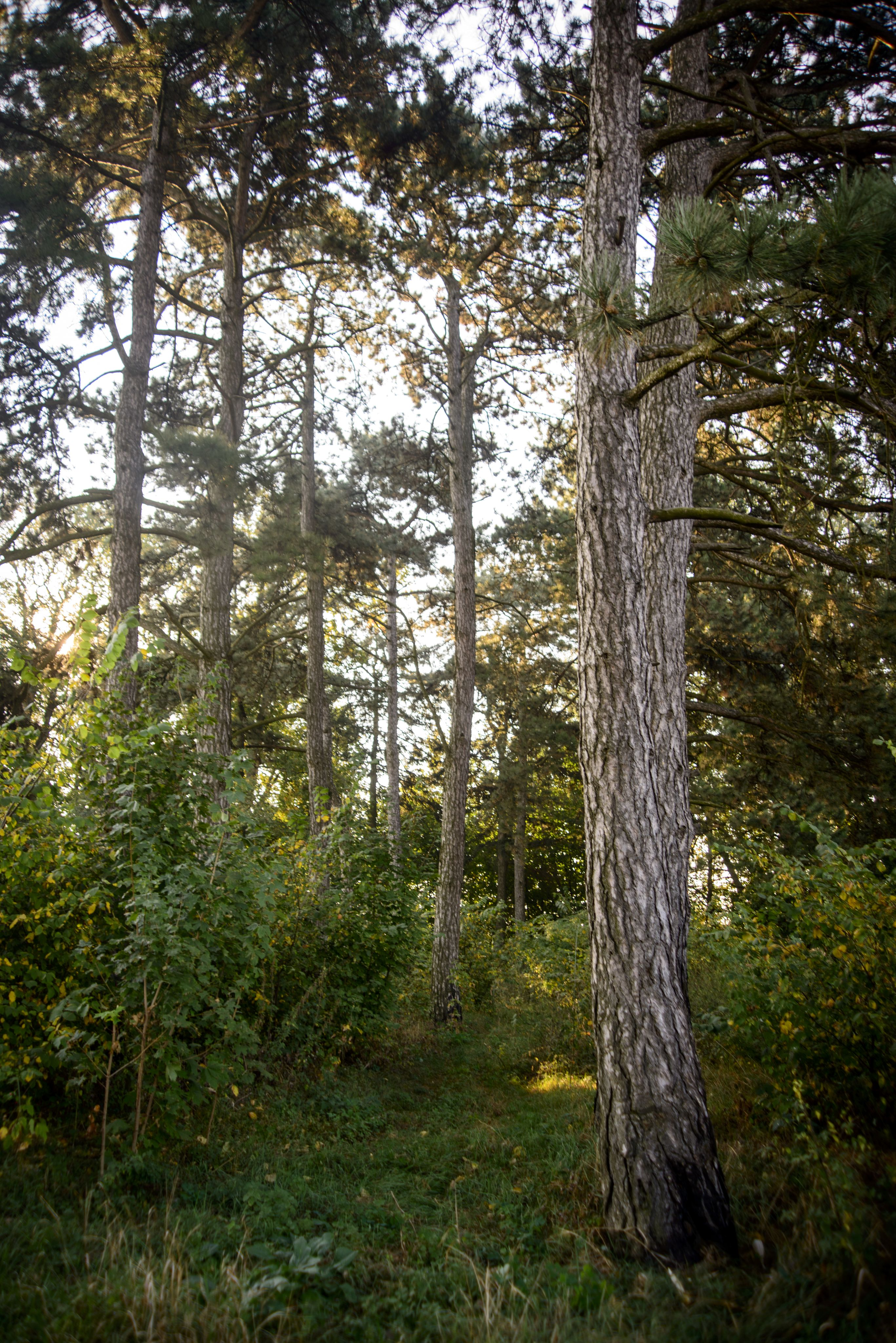
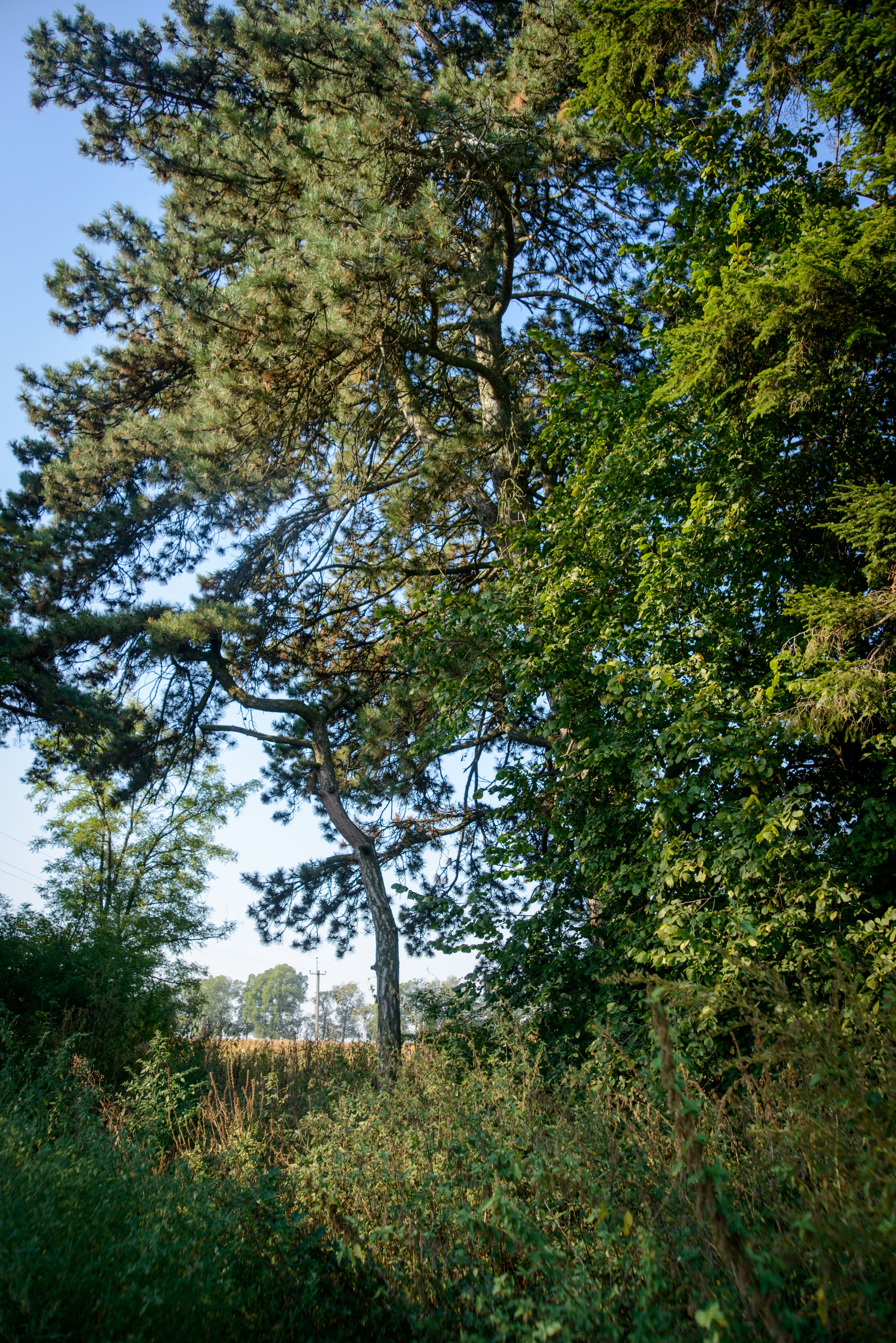
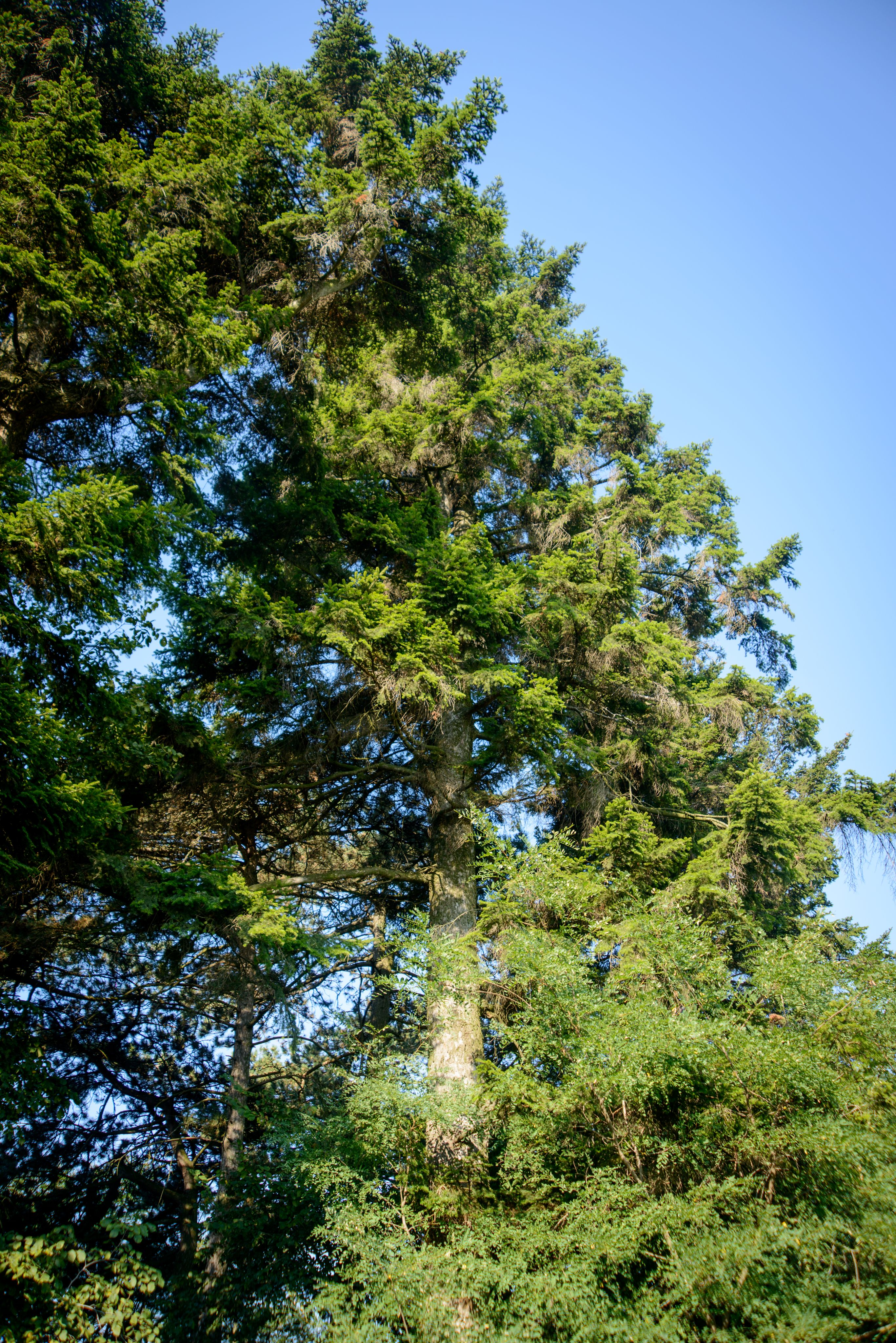
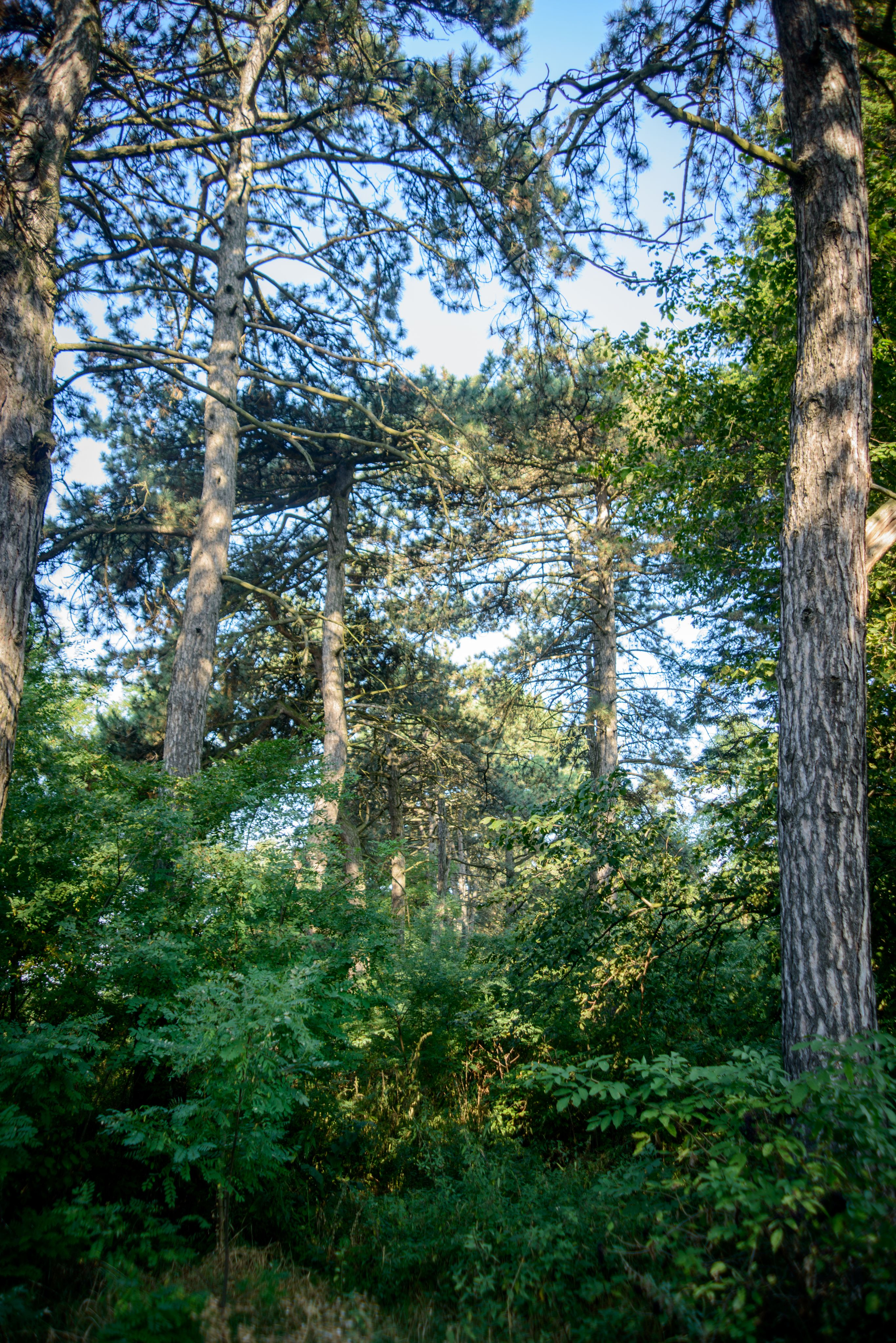
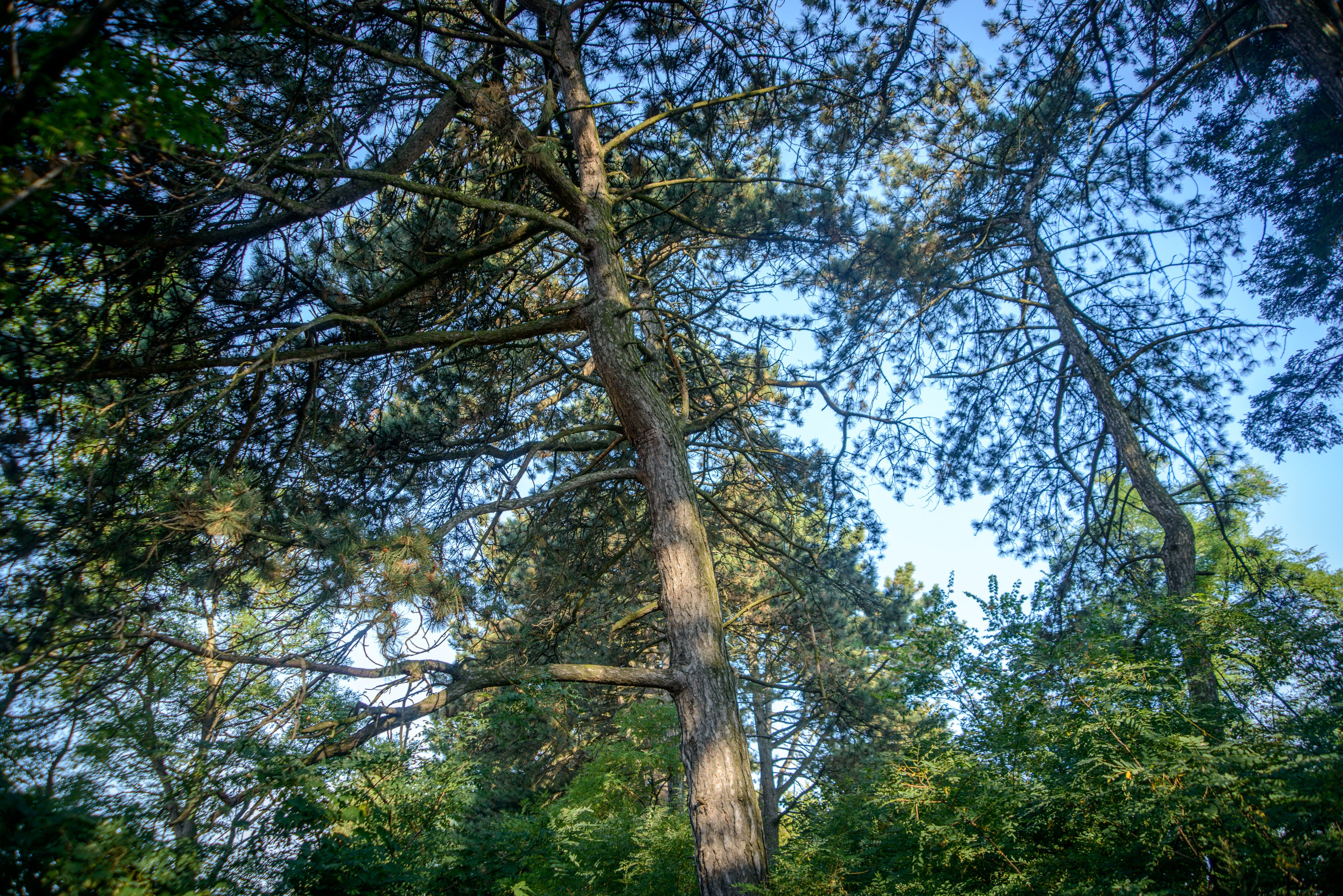
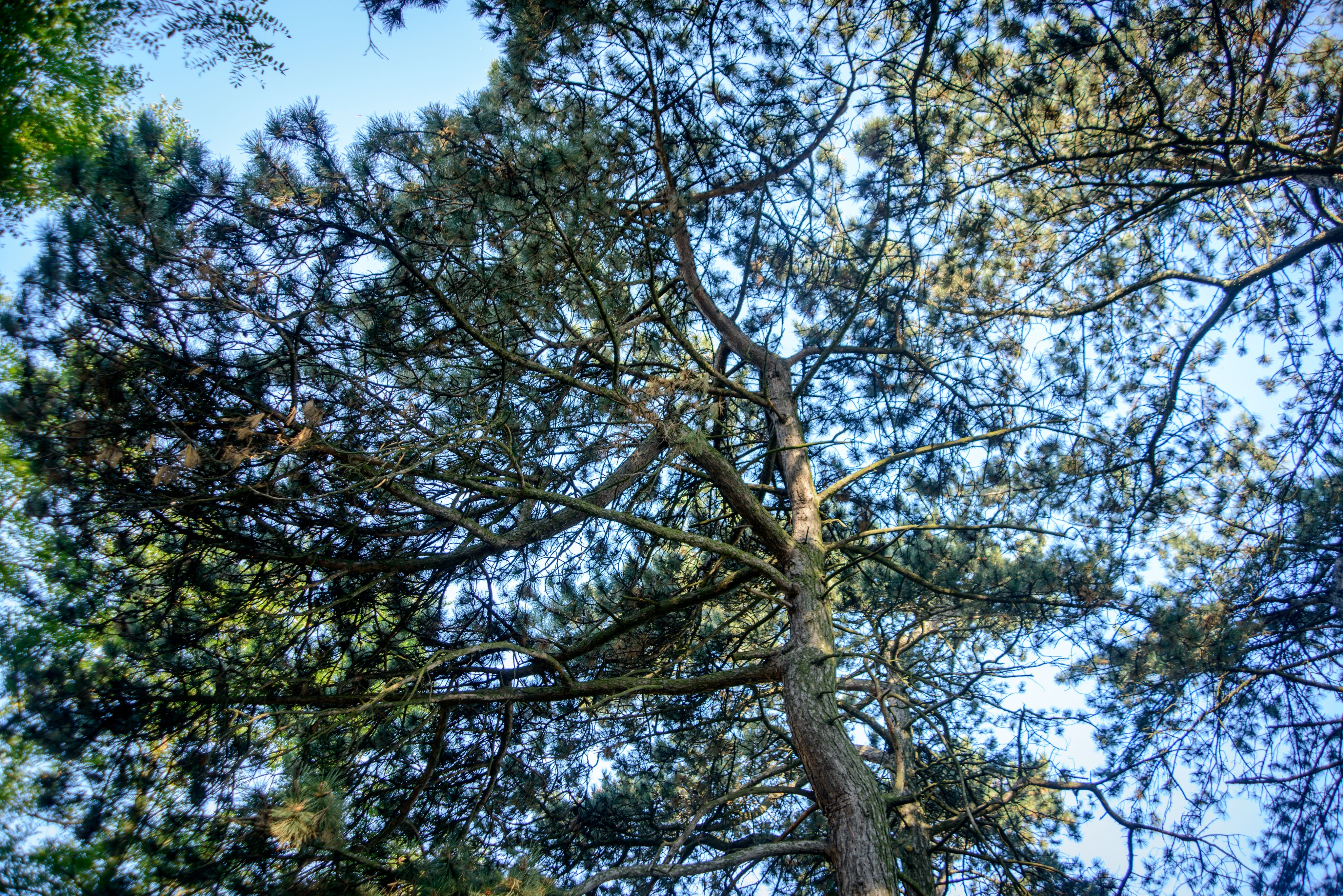